# WNBA 2017
Die Saison 2017 war die 21. Saison der Women’s National Basketball Association (WNBA). Die reguläre Saison begann am 13. Mai 2017. Nach Abschluss der regulären Saison, die bis zum 3. September 2017 lief, wurden die Playoffs um die WNBA-Meisterschaft durchgeführt.

## Draft
Am 28. September 2016 fand eine Lotterie über die Auswahlreihenfolge der ersten vier Picks statt. Bei der Lotterie sicherte sich die San Antonio Stars vor den Washington Mystics und den Dallas Wings den ersten Draft-Pick. Die Los Angeles Sparks erhielten nur den vierten Draft-Pick, diese waren nur aufgrund eines Trades mit den Connecticut Sun in dieser Verlosung. Die Gewinnwahrscheinlichkeit wurde dabei auf Grundlage der Bilanzen der beiden letzten Saisons festgelegt.
Der WNBA Draft 2017 fand am 13. April 2017 im Samsung 837 in New York, New York statt. Als erste Spielerin wurde dabei Kelsey Plum gedraftet. Ihr folgten Alaina Coates und Evelyn Akhator. Insgesamt sicherten sich die 12 Franchises in drei Runden die Rechte an 36 Spielerinnen. Den Hauptanteil mit 27 Spielerinnen stellten die Vereinigten Staaten.

### Top-5-Picks
Abkürzungen: Pos = Position, G = Guard, F = Forward, C = Center

| #  | Spielerin      | Nationalität       | Pos | WNBA-Mannschaft                                            | College/Profi-Team           |
| -- | -------------- | ------------------ | --- | ---------------------------------------------------------- | ---------------------------- |
| 1. | Kelsey Plum    | Vereinigte Staaten | G   | San Antonio Stars                                          | University of Washington     |
| 2. | Alaina Coates  | Vereinigte Staaten | C   | Chicago Sky (von Washington Mystics)                       | University of South Carolina |
| 3. | Evelyn Akhator | Nigeria            | F/C | Dallas Wings                                               | University of Kentucky       |
| 4. | Allisha Gray   | Vereinigte Staaten | G   | Dallas Wings (von Connecticut Sun über Los Angeles Sparks) | University of South Carolina |
| 5. | Nia Coffey     | Vereinigte Staaten | F   | San Antonio Stars (von Phoenix Mercury)                    | Northwestern University      |

## Reguläre Saison

### Modus
Die 12 WNBA-Mannschaften sind in zwei Conferences aufgeteilt, wobei die Eastern Conference und die Western Conference jeweils sechs Mannschaften umfassen. Insgesamt soll jede Mannschaft im Verlauf der regulären Saison 34 Saison-Spiele bestreiten, davon jede Mannschaft die Hälfte der Spiele zu Hause bzw. Auswärts. Aufgrund der Einführung des conference-übergreifenden Playoff-Systems 2016 wurde auch die Verteilung der Gegner in der regulären Saison angepasst. Innerhalb der eigenen Conference spielen die Mannschaften gegen eine Mannschaften insgesamt vier Mal und gegen die restlichen vier Mannschaften drei Mal gegeneinander. Außerdem spielt jede Mannschaft noch drei weitere Spiele gegen jede Mannschaft aus der anderen Conference.

### Abschlusstabellen
Erläuterungen:       = Playoff-Qualifikation,       = Conference-Sieger
| Pl | Team               | Sp | S  | N  | %    | GB | Heim | Auswärts |
| -- | ------------------ | -- | -- | -- | ---- | -- | ---- | -------- |
| 1  | New York Liberty   | 34 | 22 | 12 | 64,7 | −  | 13:4 | 9:8      |
| 2  | Connecticut Sun    | 34 | 21 | 13 | 61,8 | 1  | 12:5 | 9:8      |
| 3  | Washington Mystics | 34 | 18 | 16 | 52,9 | 4  | 11:6 | 7:10     |
| 4  | Chicago Sky        | 34 | 12 | 22 | 35,3 | 10 | 4:13 | 8:9      |
| 5  | Atlanta Dream      | 34 | 12 | 22 | 35,3 | 10 | 9:8  | 3:14     |
| 6  | Indiana Fever      | 34 | 9  | 25 | 26,5 | 13 | 6:11 | 3:14     |

| Pl | Team               | Sp | S  | N  | %    | GB | Heim | Auswärts |
| -- | ------------------ | -- | -- | -- | ---- | -- | ---- | -------- |
| 1  | Minnesota Lynx     | 34 | 27 | 7  | 79,4 | −  | 15:2 | 12:5     |
| 2  | Los Angeles Sparks | 34 | 26 | 8  | 76,5 | 1  | 16:1 | 10:7     |
| 3  | Phoenix Mercury    | 34 | 18 | 16 | 52,9 | 9  | 9:8  | 9:8      |
| 4  | Dallas Wings       | 34 | 16 | 18 | 47,1 | 11 | 10:7 | 6:11     |
| 5  | Seattle Storm      | 34 | 15 | 19 | 44,1 | 12 | 10:7 | 5:12     |
| 6  | San Antonio Stars  | 34 | 8  | 26 | 23,5 | 19 | 6:11 | 2:15     |

### All-Star Game 2017
Das 14. All-Star Game der WNBA wurde am 22. Juli 2017 in der KeyArena in Seattle, Washington ausgetragen. Die Auswahl der Western Conference besiegte diejenige der Eastern Conference mit 130:121. All-Star Game MVP wurde zum zweiten Mal in Folge Maya Moore.

## Playoffs

### Modus
In den Playoff starten die acht Teams der Liga mit den meisten Erfolgen in der regulären Saison. Diese werden entsprechend der Bilanz von ein bis acht gesetzt. In der ersten Runde empfängt die Nummer 5 die Nummer 8 und die Nummer 6 die Nummer 7 jeweils in einer entscheidenden Partie. Die Top vier haben in dieser Runde ein Freilos. In der zweiten Runde empfängt die Nummer 3 den niedriger gesetzten Sieger aus der ersten Runde und die Nummer 4 den höher gesetzten Sieger aus der ersten Runde. Diese Runde wird auch ein einem Spiel entschieden und die beiden Top-Teams haben auch hier ein Freilos. In der dritten Runde (Halbfinale) trifft die Nummer 1 auf den niedriger gesetzten Sieger aus der zweiten Runde und die Nummer 2 den höher gesetzten Sieger aus der zweiten Runde. Der Sieger dieser Playoff-Serien erreichen die WNBA-Finals. Das Halbfinale und das Finale werden im Best-of-Five-Modus ausgetragen, das heißt, dass ein Team drei Siege zum Erfolg benötigt. Die Mannschaft mit der besseren Bilanz hat dabei in allen Duellen immer den Heimvorteil. Bei Spielen, die nach der regulären Spielzeit von 40 Minuten unentschieden bleiben, folgt die Overtime. Die Viertel dauern weiterhin zehn Minuten und es wird so lange gespielt, bis eine Mannschaft nach Ende einer Overtime mehr Punkte als die gegnerische Mannschaft erzielt hat.

### Erste Runde
| 6. September 2017 | Bericht | Washington Mystics 86, Dallas Wings 76                                | Washington Mystics 86, Dallas Wings 76 | Washington Mystics 86, Dallas Wings 76                                       | Capital One Arena, Washington, D.C. Zuschauer: 6.483 Schiedsrichter: Thomas Nunez, Tim Greene, Tiara Cruse |
| 6. September 2017 | Bericht | Punkte pro Viertel: 18:12, 16:22, 25:16, 27:26                        |                                        |                                                                              | Capital One Arena, Washington, D.C. Zuschauer: 6.483 Schiedsrichter: Thomas Nunez, Tim Greene, Tiara Cruse |
| 6. September 2017 | Bericht | Punkte: Delle Donne (25) Rebounds: Thomas (17) Assists: Meesseman (5) |                                        | Punkte: Powers (21) Rebounds: Johnson (14) Assists: vier Spielerinnen (je 3) | Capital One Arena, Washington, D.C. Zuschauer: 6.483 Schiedsrichter: Thomas Nunez, Tim Greene, Tiara Cruse |
| 6. September 2017 | Bericht |                                                                       |                                        |                                                                              | Capital One Arena, Washington, D.C. Zuschauer: 6.483 Schiedsrichter: Thomas Nunez, Tim Greene, Tiara Cruse |

| 6. September 2017 | Bericht | Phoenix Mercury 79, Seattle Storm 69                                        | Phoenix Mercury 79, Seattle Storm 69 | Phoenix Mercury 79, Seattle Storm 69                         | Wells Fargo Arena, Tempe Zuschauer: 5.764 Schiedsrichter: Kurt Walker, Eric Brewton, Tiffany Bird, Cheryl Flores |
| 6. September 2017 | Bericht | Punkte pro Viertel: 16:17, 16:14, 24:15, 23:23                              |                                      |                                                              | Wells Fargo Arena, Tempe Zuschauer: 5.764 Schiedsrichter: Kurt Walker, Eric Brewton, Tiffany Bird, Cheryl Flores |
| 6. September 2017 | Bericht | Punkte: Griner (23) Rebounds: Griner (11) Assists: drei Spielerinnen (je 3) |                                      | Punkte: Stewart (23) Rebounds: Stewart (8) Assists: Bird (5) | Wells Fargo Arena, Tempe Zuschauer: 5.764 Schiedsrichter: Kurt Walker, Eric Brewton, Tiffany Bird, Cheryl Flores |
| 6. September 2017 | Bericht |                                                                             |                                      |                                                              | Wells Fargo Arena, Tempe Zuschauer: 5.764 Schiedsrichter: Kurt Walker, Eric Brewton, Tiffany Bird, Cheryl Flores |

### Zweite Runde
| 10. September 2017 | Bericht | Connecticut Sun 83, Phoenix Mercury 88                                | Connecticut Sun 83, Phoenix Mercury 88 | Connecticut Sun 83, Phoenix Mercury 88                         | Mohegan Sun Arena, Uncasville Zuschauer: 8.420 Schiedsrichter: Roy Gulbeyan, Byron Jarrett, Maj Forsberg |
| 10. September 2017 | Bericht | Punkte pro Viertel: 29-18, 21–25, 18–25, 15–20                        |                                        |                                                                | Mohegan Sun Arena, Uncasville Zuschauer: 8.420 Schiedsrichter: Roy Gulbeyan, Byron Jarrett, Maj Forsberg |
| 10. September 2017 | Bericht | Punkte: A. Thomas (20) Rebounds: J. Jones (15) Assists: J. Thomas (4) |                                        | Punkte: Griner (26) Rebounds: Griner (9) Assists: Mitchell (5) | Mohegan Sun Arena, Uncasville Zuschauer: 8.420 Schiedsrichter: Roy Gulbeyan, Byron Jarrett, Maj Forsberg |
| 10. September 2017 | Bericht |                                                                       |                                        |                                                                | Mohegan Sun Arena, Uncasville Zuschauer: 8.420 Schiedsrichter: Roy Gulbeyan, Byron Jarrett, Maj Forsberg |

| 10. September 2017 | Bericht | New York Liberty 68, Washington Mystics 82                                  | New York Liberty 68, Washington Mystics 82 | New York Liberty 68, Washington Mystics 82                                            | Madison Square Garden, New York City Zuschauer: 9.538 Schiedsrichter: Sue Blauch, Billy Smith, Jeff Wooten |
| 10. September 2017 | Bericht | Punkte pro Viertel: 21-10, 20–25, 10–25, 17–22                              |                                            |                                                                                       | Madison Square Garden, New York City Zuschauer: 9.538 Schiedsrichter: Sue Blauch, Billy Smith, Jeff Wooten |
| 10. September 2017 | Bericht | Punkte: Charles (18) Rebounds: Charles, Zellous (je 6) Assists: Hartley (5) |                                            | Punkte: Toliver (32) Rebounds: Delle Donne (10) Assists: Ruffin-Pratt, Toliver (je 4) | Madison Square Garden, New York City Zuschauer: 9.538 Schiedsrichter: Sue Blauch, Billy Smith, Jeff Wooten |
| 10. September 2017 | Bericht |                                                                             |                                            |                                                                                       | Madison Square Garden, New York City Zuschauer: 9.538 Schiedsrichter: Sue Blauch, Billy Smith, Jeff Wooten |

### Halbfinale

#### (1) Minnesota Lynx – (6) Washington Mystics
| 12. September 2014 | Bericht | Minnesota Lynx 101, Washington Mystics 81                     | Minnesota Lynx 101, Washington Mystics 81 | Minnesota Lynx 101, Washington Mystics 81                               | Williams Arena, Minneapolis Zuschauer: 7.834 Schiedsrichter: Maj Forsberg, Billy Smith, JB DeRosa |
| 12. September 2014 | Bericht | Punkte pro Viertel: 26-18, 27-10, 31-18, 17–25                |                                           |                                                                         | Williams Arena, Minneapolis Zuschauer: 7.834 Schiedsrichter: Maj Forsberg, Billy Smith, JB DeRosa |
| 12. September 2014 | Bericht | Punkte: Augustus (24) Rebounds: Fowles (7) Assists: Moore (4) |                                           | Punkte: Delle Donne (17) Rebounds: Delle Donne (6) Assists: Toliver (6) | Williams Arena, Minneapolis Zuschauer: 7.834 Schiedsrichter: Maj Forsberg, Billy Smith, JB DeRosa |
| 12. September 2014 | Bericht | 1:0                                                           |                                           |                                                                         | Williams Arena, Minneapolis Zuschauer: 7.834 Schiedsrichter: Maj Forsberg, Billy Smith, JB DeRosa |

| 14. September 2017 | Bericht | Minnesota Lynx 93, Washington Mystics 83                       | Minnesota Lynx 93, Washington Mystics 83 | Minnesota Lynx 93, Washington Mystics 83                                       | Williams Arena, Minneapolis Zuschauer: 9.033 Schiedsrichter: Roy Gulbeyan, Sue Blauch, Vladimir Voyard-Tadal |
| 14. September 2017 | Bericht | Punkte pro Viertel: 19–29, 26-18, 24-17, 24-19                 |                                          |                                                                                | Williams Arena, Minneapolis Zuschauer: 9.033 Schiedsrichter: Roy Gulbeyan, Sue Blauch, Vladimir Voyard-Tadal |
| 14. September 2017 | Bericht | Punkte: Fowles (25) Rebounds: Brunson (10) Assists: Whalen (7) |                                          | Punkte: Delle Donne, Toliver (je 25) Rebounds: Thomas (7) Assists: Toliver (6) | Williams Arena, Minneapolis Zuschauer: 9.033 Schiedsrichter: Roy Gulbeyan, Sue Blauch, Vladimir Voyard-Tadal |
| 14. September 2017 | Bericht | 2:0                                                            |                                          |                                                                                | Williams Arena, Minneapolis Zuschauer: 9.033 Schiedsrichter: Roy Gulbeyan, Sue Blauch, Vladimir Voyard-Tadal |

| 17. September 2017 | Bericht | Washington Mystics 70, Minnesota Lynx 81                                | Washington Mystics 70, Minnesota Lynx 81 | Washington Mystics 70, Minnesota Lynx 81                               | Capital One Arena, Washington, D.C. Zuschauer: 7.950 Schiedsrichter: Kurt Walker, Jeff Wooten, Cheryl Flores |
| 17. September 2017 | Bericht | Punkte pro Viertel: 16–18, 23–20, 14–21, 17–22                          |                                          |                                                                        | Capital One Arena, Washington, D.C. Zuschauer: 7.950 Schiedsrichter: Kurt Walker, Jeff Wooten, Cheryl Flores |
| 17. September 2017 | Bericht | Punkte: Delle Donne (15) Rebounds: Delle Donne (8) Assists: Toliver (5) |                                          | Punkte: Moore (21) Rebounds: Fowles (14) Assists: Moore, Whalen (je 5) | Capital One Arena, Washington, D.C. Zuschauer: 7.950 Schiedsrichter: Kurt Walker, Jeff Wooten, Cheryl Flores |
| 17. September 2017 | Bericht | 0:3                                                                     |                                          |                                                                        | Capital One Arena, Washington, D.C. Zuschauer: 7.950 Schiedsrichter: Kurt Walker, Jeff Wooten, Cheryl Flores |

#### (2) Los Angeles Sparks – (5) Phoenix Mercury
| 12. September 2017 | Bericht | Los Angeles Sparks 79, Phoenix Mercury 66                      | Los Angeles Sparks 79, Phoenix Mercury 66 | Los Angeles Sparks 79, Phoenix Mercury 66                         | Staples Center, Los Angeles Zuschauer: 7.963 Schiedsrichter: Kurt Walker, Jeff Smith, Tiffany Bird |
| 12. September 2017 | Bericht | Punkte pro Viertel: 19–23, 23-19, 14-6, 23-18                  |                                           |                                                                   | Staples Center, Los Angeles Zuschauer: 7.963 Schiedsrichter: Kurt Walker, Jeff Smith, Tiffany Bird |
| 12. September 2017 | Bericht | Punkte: Ogwumike (19) Rebounds: Ogwumike (9) Assists: Gray (6) |                                           | Punkte: Mitchell (19) Rebounds: Little (11) Assists: Mitchell (4) | Staples Center, Los Angeles Zuschauer: 7.963 Schiedsrichter: Kurt Walker, Jeff Smith, Tiffany Bird |
| 12. September 2017 | Bericht | 1:0                                                            |                                           |                                                                   | Staples Center, Los Angeles Zuschauer: 7.963 Schiedsrichter: Kurt Walker, Jeff Smith, Tiffany Bird |

| 14. September 2017 | Bericht | Los Angeles Sparks 86, Phoenix Mercury 72                     | Los Angeles Sparks 86, Phoenix Mercury 72 | Los Angeles Sparks 86, Phoenix Mercury 72                        | Walter Pyramid, Long Beach Zuschauer: 4.023 Schiedsrichter: Thomas Nunez, Byron Jarrett, Maj Forsberg |
| 14. September 2017 | Bericht | Punkte pro Viertel: 22-19, 21-16, 18–20, 25-17                |                                           |                                                                  | Walter Pyramid, Long Beach Zuschauer: 4.023 Schiedsrichter: Thomas Nunez, Byron Jarrett, Maj Forsberg |
| 14. September 2017 | Bericht | Punkte: Parker (24) Rebounds: Parker (13) Assists: Parker (6) |                                           | Punkte: Taurasi (21) Rebounds: Mitchell (6) Assists: Taurasi (4) | Walter Pyramid, Long Beach Zuschauer: 4.023 Schiedsrichter: Thomas Nunez, Byron Jarrett, Maj Forsberg |
| 14. September 2017 | Bericht | 2:0                                                           |                                           |                                                                  | Walter Pyramid, Long Beach Zuschauer: 4.023 Schiedsrichter: Thomas Nunez, Byron Jarrett, Maj Forsberg |

| 17. September 2017 | Bericht | Phoenix Mercury 87, Los Angeles Sparks 89                                              | Phoenix Mercury 87, Los Angeles Sparks 89 | Phoenix Mercury 87, Los Angeles Sparks 89                      | Talking Stick Resort Arena, Phoenix Zuschauer: 12.043 Schiedsrichter: Sue Blauch, Billy Smith, Eric Brewton |
| 17. September 2017 | Bericht | Punkte pro Viertel: 25-21, 13–24, 24-18, 25–26                                         |                                           |                                                                | Talking Stick Resort Arena, Phoenix Zuschauer: 12.043 Schiedsrichter: Sue Blauch, Billy Smith, Eric Brewton |
| 17. September 2017 | Bericht | Punkte: Taurasi (22) Rebounds: Little, Griner (je 8) Assists: Taurasi, Mitchell (je 5) |                                           | Punkte: Sims (22) Rebounds: Ogwumike (12) Assists: Parker (11) | Talking Stick Resort Arena, Phoenix Zuschauer: 12.043 Schiedsrichter: Sue Blauch, Billy Smith, Eric Brewton |
| 17. September 2017 | Bericht | 0:3                                                                                    |                                           |                                                                | Talking Stick Resort Arena, Phoenix Zuschauer: 12.043 Schiedsrichter: Sue Blauch, Billy Smith, Eric Brewton |

### WNBA-Finals
| 24. September 2017 | Bericht | Minnesota Lynx 84, Los Angeles Sparks 85                     | Minnesota Lynx 84, Los Angeles Sparks 85 | Minnesota Lynx 84, Los Angeles Sparks 85                  | Williams Arena, Minneapolis Zuschauer: 11.823 Schiedsrichter: Kurt Walker, Cheryl Flores, Jeff Wooten |
| 24. September 2017 | Bericht | Punkte pro Viertel: 11–32, 22-11, 23–25, 28-17               |                                          |                                                           | Williams Arena, Minneapolis Zuschauer: 11.823 Schiedsrichter: Kurt Walker, Cheryl Flores, Jeff Wooten |
| 24. September 2017 | Bericht | Punkte: Moore (27) Rebounds: Fowles (13) Assists: Whalen (6) |                                          | Punkte: Gray (27) Rebounds: Parker (12) Assists: Gray (6) | Williams Arena, Minneapolis Zuschauer: 11.823 Schiedsrichter: Kurt Walker, Cheryl Flores, Jeff Wooten |
| 24. September 2017 | Bericht | 0:1                                                          |                                          |                                                           | Williams Arena, Minneapolis Zuschauer: 11.823 Schiedsrichter: Kurt Walker, Cheryl Flores, Jeff Wooten |

| 26. September 2017 | Bericht | Minnesota Lynx 70, Los Angeles Sparks 68                                  | Minnesota Lynx 70, Los Angeles Sparks 68 | Minnesota Lynx 70, Los Angeles Sparks 68                        | Williams Arena, Minneapolis Zuschauer: 11.434 Schiedsrichter: Maj Forsberg, Byron Jarrett, Billy Smith |
| 26. September 2017 | Bericht | Punkte pro Viertel: 28-10, 17-16, 15–24, 10–18                            |                                          |                                                                 | Williams Arena, Minneapolis Zuschauer: 11.434 Schiedsrichter: Maj Forsberg, Byron Jarrett, Billy Smith |
| 26. September 2017 | Bericht | Punkte: Whalen (14) Rebounds: Fowles (17) Assists: Brunson, Whalen (je 3) |                                          | Punkte: Parker (17) Rebounds: Ogwumike (13) Assists: Parker (6) | Williams Arena, Minneapolis Zuschauer: 11.434 Schiedsrichter: Maj Forsberg, Byron Jarrett, Billy Smith |
| 26. September 2017 | Bericht | 1:1                                                                       |                                          |                                                                 | Williams Arena, Minneapolis Zuschauer: 11.434 Schiedsrichter: Maj Forsberg, Byron Jarrett, Billy Smith |

| 29. September 2017 | Bericht | Los Angeles Sparks 75, Minnesota Lynx 64                                   | Los Angeles Sparks 75, Minnesota Lynx 64 | Los Angeles Sparks 75, Minnesota Lynx 64                    | Staples Center, Los Angeles Zuschauer: 13.500 Schiedsrichter: Sue Blauch, Eric Brewton, Roy Gulbeyan |
| 29. September 2017 | Bericht | Punkte pro Viertel: 17–8, 15–18, 24–22, 19–16                              |                                          |                                                             | Staples Center, Los Angeles Zuschauer: 13.500 Schiedsrichter: Sue Blauch, Eric Brewton, Roy Gulbeyan |
| 29. September 2017 | Bericht | Punkte: Ogwumike, Sims (je 16) Rebounds: Ogwumike (10) Assists: Parker (5) |                                          | Punkte: Moore (16) Rebounds: Fowles (11) Assists: Jones (4) | Staples Center, Los Angeles Zuschauer: 13.500 Schiedsrichter: Sue Blauch, Eric Brewton, Roy Gulbeyan |
| 29. September 2017 | Bericht | 2:1                                                                        |                                          |                                                             | Staples Center, Los Angeles Zuschauer: 13.500 Schiedsrichter: Sue Blauch, Eric Brewton, Roy Gulbeyan |

| 1. Oktober 2017 | Bericht | Los Angeles Sparks 69, Minnesota Lynx 80                              | Los Angeles Sparks 69, Minnesota Lynx 80 | Los Angeles Sparks 69, Minnesota Lynx 80                      | Staples Center, Los Angeles Zuschauer: 13.500 Schiedsrichter: Maj Forsberg, Kurt Walker, Billy Smith |
| 1. Oktober 2017 | Bericht | Punkte pro Viertel: 16–21, 15–22, 13–18, 25-19                        |                                          |                                                               | Staples Center, Los Angeles Zuschauer: 13.500 Schiedsrichter: Maj Forsberg, Kurt Walker, Billy Smith |
| 1. Oktober 2017 | Bericht | Punkte: Sims (18) Rebounds: Ogwumike, Parker (je 8) Assists: Gray (9) |                                          | Punkte: Fowles (22) Rebounds: Fowles (14) Assists: Whalen (8) | Staples Center, Los Angeles Zuschauer: 13.500 Schiedsrichter: Maj Forsberg, Kurt Walker, Billy Smith |
| 1. Oktober 2017 | Bericht | 2:2                                                                   |                                          |                                                               | Staples Center, Los Angeles Zuschauer: 13.500 Schiedsrichter: Maj Forsberg, Kurt Walker, Billy Smith |

| 4. Oktober 2017 | Bericht | Minnesota Lynx 85, Los Angeles Sparks 76                     | Minnesota Lynx 85, Los Angeles Sparks 76 | Minnesota Lynx 85, Los Angeles Sparks 76                    | Williams Arena, Minneapolis Zuschauer: 14.632 Schiedsrichter: Sue Blauch, Roy Gulbeyan, Byron Jarrett |
| 4. Oktober 2017 | Bericht | Punkte pro Viertel: 21-19, 20-16, 19–21, 25-20               |                                          |                                                             | Williams Arena, Minneapolis Zuschauer: 14.632 Schiedsrichter: Sue Blauch, Roy Gulbeyan, Byron Jarrett |
| 4. Oktober 2017 | Bericht | Punkte: Moore (18) Rebounds: Fowles (20) Assists: Whalen (8) |                                          | Punkte: Parker (19) Rebounds: Parker (15) Assists: Gray (8) | Williams Arena, Minneapolis Zuschauer: 14.632 Schiedsrichter: Sue Blauch, Roy Gulbeyan, Byron Jarrett |
| 4. Oktober 2017 | Bericht | 3:2                                                          |                                          |                                                             | Williams Arena, Minneapolis Zuschauer: 14.632 Schiedsrichter: Sue Blauch, Roy Gulbeyan, Byron Jarrett |

### Playoff-Baum
| 1. Runde | 1. Runde           | 1. Runde |  |  | 2. Runde | 2. Runde           | 2. Runde |   |                    | Halbfinale | Halbfinale         | Halbfinale |   |                | WNBA-Finale | WNBA-Finale        | WNBA-Finale |
|          |                    |          |  |  |          |                    |          |   |                    |            |                    |            |   |                |             |                    |             |
|          |                    |          |  |  |          |                    |          |   |                    |            |                    |            |   |                |             |                    |             |
|          |                    |          |  |  |          |                    |          |   |                    |            |                    |            |   |                |             |                    |             |
|          |                    |          |  |  |          |                    |          |   |                    |            |                    |            |   |                |             |                    |             |
|          |                    |          |  |  |          |                    |          | 1 | Minnesota Lynx     | 3          |                    |            |   |                |             |                    |             |
| 6        | Washington Mystics | 1        |  |  |          |                    |          |   |                    | 6          | Washington Mystics | 0          |   |                |             |                    |             |
| 7        | Dallas Wings       | 0        |  |  | 3        | New York Liberty   | 0        |   |                    |            |                    |            |   |                |             |                    |             |
|          |                    |          |  |  | 6        | Washington Mystics | 1        |   |                    |            |                    |            |   |                |             |                    |             |
|          |                    |          |  |  |          |                    |          |   |                    |            |                    |            | 1 | Minnesota Lynx | 3           |                    |             |
|          |                    |          |  |  |          |                    |          |   |                    |            |                    |            |   |                | 2           | Los Angeles Sparks | 2           |
|          |                    |          |  |  | 4        | Connecticut Sun    | 0        |   |                    |            |                    |            |   |                |             |                    |             |
| 5        | Phoenix Mercury    | 1        |  |  | 5        | Phoenix Mercury    | 1        |   |                    |            |                    |            |   |                |             |                    |             |
| 8        | Seattle Storm      | 0        |  |  |          |                    |          | 2 | Los Angeles Sparks | 3          |                    |            |   |                |             |                    |             |
|          |                    |          |  |  |          |                    |          |   |                    | 5          | Phoenix Mercury    | 0          |   |                |             |                    |             |
|          |                    |          |  |  |          |                    |          |   |                    |            |                    |            |   |                |             |                    |             |
|          |                    |          |  |  |          |                    |          |   |                    |            |                    |            |   |                |             |                    |             |
|          |                    |          |  |  |          |                    |          |   |                    |            |                    |            |   |                |             |                    |             |

### WNBA Meistermannschaft
| WNBA-Meister Minnesota Lynx | Guards: Anna Cruz, Alexis Jones, Renee Montgomery, Jia Perkins, Lindsay Whalen Guard-Forwards: Seimone Augustus Forwards: Rebekkah Brunson, Natasha Howard, Maya Moore, Cecilia Zandalasini Forward-Centers: Plenette Pierson Center: Sylvia Fowles, Temi Fagbenle Cheftrainer: Cheryl Reeve General Manager: Roger Griffith |

## Auszeichnungen
| Auszeichnung                            | Spielerin            | Mannschaft         | Bemerkung               |
| --------------------------------------- | -------------------- | ------------------ | ----------------------- |
| WNBA Finals MVP Award                   | Sylvia Fowles        | Minnesota Lynx     | –                       |
| WNBA Most Valuable Player Award         | Sylvia Fowles        | Minnesota Lynx     | 35 von 40 Stimmen       |
| WNBA Defensive Player of the Year Award | Alana Beard          | Los Angeles Sparks | 28 von 40 Stimmen       |
| WNBA Most Improved Player Award         | Jonquel Jones        | Connecticut Sun    | 32 von 40 Stimmen       |
| WNBA Peak Performer (Punkte)            | Brittney Griner      | Phoenix Mercury    | 21,9 Punkte pro Spiel   |
| WNBA Peak Performer (Rebounds)          | Jonquel Jones        | Connecticut Sun    | 11,9 Rebounds pro Spiel |
| WNBA Peak Performer (Assists)           | Courtney Vandersloot | Chicago Sky        | 8,1 Assists pro Spiel   |
| WNBA Rookie of the Year Award           | Allisha Gray         | Dallas Wings       | 30 von 40 Stimmen       |
| WNBA Sixth Woman of the Year Award      | Sugar Rodgers        | New York Liberty   | 15 von 40 Stimmen       |
| Kim Perrot Sportsmanship Award          | Sue Bird             | Seattle Storm      | 20 von 40 Stimmen       |
| WNBA Coach of the Year Award            | Curt Miller          | Connecticut Sun    | 36 von 40 Stimmen       |

### All-WNBA Teams
| All-WNBA First Team |                                   |
| Guards:             | Skylar Diggins-Smith – Maya Moore |
| Forwards:           | Candace Parker – Tina Charles     |
| Center:             | Sylvia Fowles                     |

| All-WNBA Second Team |                                |
| Guards:              | Chelsea Gray – Diana Taurasi   |
| Forwards:            | Nneka Ogwumike – Jonquel Jones |
| Center:              | Brittney Griner                |

### All-Rookie Team
| All-Rookie Team |                               |
| Guards:         | Allisha Gray – Brittney Sykes |
| Forwards:       | Kelsey Plum – Kaela Davis     |
| Center:         | Shatori Walker-Kimbrough      |

### All-Defensive Team
| All-Defensive First Team |                               |
| Guards:                  | Jasmine Thomas – Alana Beard  |
| Forwards:                | Nneka Ogwumike – Tina Charles |
| Center:                  | Sylvia Fowles                 |

| All-Defensive Second Team |                                  |
| Guards:                   | Briann January – Maya Moore      |
| Forwards:                 | Alyssa Thomas – Rebekkah Brunson |
| Center:                   | Brittney Griner                  |